# Anonymous (canción)
«Anonymous» es el segundo sencillo del álbum Special Occasion de Bobby Valentino, lanzado durante el segundo cuarto de 2007. La canción cuenta con la colaboración musical de Timbaland.

## Información de la canción
La canción fue escrita por Ezekiel "Zeke" Lewis, Balewa Muhammad, Candice Nelson, y Patrick Smith del popular equipo de composición y producción musical "The Clutch", junto con Timbaland y King Logan. La canción es bastante similar a "My Love" de Justin Timberlake, canción que también fue producida por Timbaland.

## Rendimiento en las listas
"Anonymous" alcanzó la posición número #49 en el Billboard Hot 100.

### Listas
| AMÉRICA        |                   |    |
| Estados Unidos | Billboard Hot 100 | 49 |
| EUROPA         |                   |    |
| Irlanda        | Top 50 Sencillos  | 34 |
| Reino Unido    | Top 75 Sencillos  | 25 |

## Versiones y remixes
| \| OFICIALES \| \| \| \| "Anonymous" \| Official Remi \| Consequence; Timbaland \| \| "Anonymous" \| Remix \| Stimuli \| \| "Anonymous" \| Remix \| Young Buck; The Game \| \| "Anonymous" \| Remix \| Jay Read \| |               |                        |
| Título | Versión       | Colaboración musical   |
| OFICIALES |               |                        |
| "Anonymous" | Official Remi | Consequence; Timbaland |
| "Anonymous" | Remix         | Stimuli                |
| "Anonymous" | Remix         | Young Buck; The Game   |
| "Anonymous" | Remix         | Jay Read               |

- Datos: Q3306445